# مسابقات قهرمانی بسکتبال آسیا ۲۰۱۱
مسابقات قهرمانی بسکتبال آسیا ۲۰۱۱ بیست و ششمین دورهٔ قهرمانی آسیا برای مردان می‌باشد که از ۱۵ تا ۲۵ سپتامبر در ووهان، هوبی، چین برگزار گردید. این مسابقات انتخابی المپیک تابستانی لندن، بریتانیا ۲۰۱۲ در رویداد بسکتبال مردان نیز بود. لبنان میزبان اولیهٔ رقابت‌ها بود. چین با برتری ۷۰–۶۹ برابر اردن قهرمان شد. این نخستین بار در این رقابت‌ها بود که تیمی با برتری تنها یک امتیاز در دیدار پایانی قهرمان می‌شد.

## انتخابی

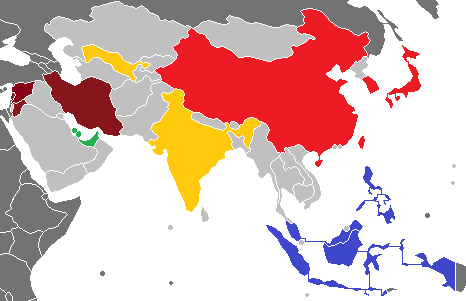
تیم‌های راه‌یافته

طبق قوانین فیبا آسیا چین به عنوان میزبان و لبنان به عنوان قهرمان جام استانکوویچ به صورت مستقیم به رقابت‌ها راه یافتند. چهار سهمیهٔ دیگر به تیم‌های برتر جام استانکوویچ ۲۰۱۰ داده شد؛ بنابراین ژاپن، قطر، فیلیپین و اردن نیز به عنوان تیم‌های دوم تا پنجم جام استانکوویچ راهی این رقابت‌ها شدند. مناطق شرق آسیا، جنوب شرق آسیا، مرکز آسیا، غرب آسیا و خلیج فارس نیز هرکدام دو سهمیه داشتند.
| شرق آسیا (۱+۲+۱) | خلیج فارس (۲+۱)   | مرکز آسیا (۲) | جنوب شرق آسیا (۲+۱) | غرب آسیا (۱+۲+۱) |
| ---------------- | ----------------- | ------------- | ------------------- | ---------------- |
| چین              | قطر               | هند           | فیلیپین             | لبنان            |
| کرهٔ جنوبی        | امارات متحدهٔ عربی | ازبکستان      | اندونزی             | ایران            |
| ژاپن             | بحرین             |               | مالزی               | اردن             |
| تایوان           |                   |               |                     | سوریه            |

از تیم‌های دورهٔ پیش در ۲۰۰۹، سریلانکا از صعود به رقابت‌ها بازماند، قزاقستان و کویت نیز در مسابقات انتخابی شرکت نکردند. سه تیم به رقابت‌ها برگشتند، بحرین که به دورهٔ گذشته راه یافته بود اما از حضور در مسابقات کناره‌گیری کرد، سوریه که در دورهٔ گذشته شرکت نداشت و همچنین مالزی که آخرین حضورش در مسابقات سال ۲۰۰۵ بود.

## قرعه‌کشی
قرعه‌کشی در ۶ ژوئیه در ووهان برگزار شد. چهار تیم حاضر در نیمه‌نهایی جام استانکوویچ فیبا آسیا ۲۰۱۰ در چهار گروه مختلف قرار گرفتند. این کار با قرعه‌کشی انجام شد. سپس یک تیم از آسیای میانه به گروه A، دیگر تیم آسیای میانه به گروه B، اندونزی به گروه C و امارات متحده عربی به گروه D رفتند و چهار تیم دیگر شامل مالزی، چین تایپه، سوریه و بحرین هر کدام در یک گروه رفتند. سرانجام، چین میزبان به عنوان سرگروه در گروه D جای گرفت و پس از آن ایران، اردن و کره جنوبی به عنوان سرگروه به ترتیب در گروه‌های B ،C ،A قرار گرفتند.
آنچه در بخش زیر آمده، تقسیم‌بندی (سیدبندی) پیش از قرعه‌کشی گروه‌های چهارگانه است. این تقسیم برپایهٔ رنکینگ جهانی FIBA می‌باشد (بحرین بدون رنکینگ است). حضور تیم‌هایی که یک گلدان قرار داشتند در یک گروه امکان‌پذیر نبود.
| گلدان ۱                                          | گلدان ۲                                                                         | گلدان ۳                                                        | گلدان ۴                                            |
| ------------------------------------------------ | ------------------------------------------------------------------------------- | -------------------------------------------------------------- | -------------------------------------------------- |
| لبنان (۲۴) · قطر (۲۹) · ژاپن (۳۳) · فیلیپین (۵۳) | مرکز آسیا – SAARC* · مرکز آسیا – Stans* · اندونزی (۶۳) · امارات متحدهٔ عربی (۶۷) | تایوان (۴۱) · سوریه (۵۸) · مالزی (۷۰) · بحرین بدون رنکینگ (NR) | چین (۱۰) · ایران (۲۰) · کرهٔ جنوبی (۳۱) · اردن (۳۲) |

- قرعه‌کشی پیش از مشخص شدن تیم‌های مرکز آسیا انجام شد. از این منطقه هند (با رنکینگ ۵۰ جهان) از حوزهٔ اتحادیه همکاری‌های منطقه‌ای جنوب آسیا (SAARC) همراه ازبکستان (با رنکینگ ۵۸ جهان) از حوزهٔ ـستان (Stans) به رقابت‌ها راه یافتند.

## میزبان‌ها
ووهان با دو ورزشگاه سالن ورزشی ووهان و سالن ورزشی هنگشان این رویداد را میزبانی کرد. سالن ورزشی ووهان میزبان اصلی بازی‌ها بود.

## ترکیب تیم‌ها
هر تیم می‌توانست از دوازده بازیکن بهره ببرد. هر تیم می‌توانست تنها از یک بازیکنی که تغییر تابعیت داده که مورد تأیید فیبا بود بهره ببرد.

## دور مقدماتی

### گروه A
| تیم       | بازی | برد | باخت | امتیاز برده | امتیاز باخته | تفاضل | امتیازات |
| --------- | ---- | --- | ---- | ----------- | ------------ | ----- | -------- |
| کرهٔ جنوبی | ۳    | ۳   | ۰    | ۲۵۳         | ۱۵۷          | ۹۶+   | ۶        |
| لبنان     | ۳    | ۲   | ۱    | ۲۲۰         | ۲۰۷          | ۱۳+   | ۵        |
| مالزی     | ۳    | ۱   | ۲    | ۱۷۲         | ۲۴۳          | ۷۱–   | ۴        |
| هند       | ۳    | ۰   | ۳    | ۱۸۸         | ۲۲۶          | ۳۸–   | ۳        |

| ۱۵ سپتامبر ۱۵:۳۰ |

| Report |

| مالزی                                                          | ۴۲–۸۹ | کرهٔ جنوبی                                                       |
| امتیاز بر پایه وقت: ۳–۲۹, ۱۹–۱۸, ۸–۲۹, ۱۲–۱۳                   |       |                                                                 |
| امتیاز: Kwaan Y.J. ۹ ریباند: Kwaan Y.J. ۹ پاس : Guganeswaran ۵ |       | امتیاز: Cho S.M. ۱۶ ریباند: Kim J.S., Oh S.K. ۷ پاس: Kim J.S. ۹ |

| ۱۵ سپتامبر ۲۰:۰۰ |

| Report |

| لبنان                                                    | ۷۱–۶۸ | هند                                                   |
| امتیاز بر پایه وقت: ۲۰–۱۶, ۲۰–۱۱, ۱۴–۳۲, ۱۷–۹            |       |                                                       |
| امتیاز: Abdelnour ۲۴ ریباند: Hoskin ۹ پاس : هفت بازیکن ۲ |       | امتیاز: Koroth ۲۰ ریباند: Ap. Singh ۷ پاس: T. Singh ۴ |

| ۱۶ سپتامبر ۱۵:۳۰ |

| Report |

| لبنان                                          | ۶۲–۸۰ | کرهٔ جنوبی                                                 |
| امتیاز بر پایه وقت: ۱۶–۱۷, ۱۳–۱۶, ۱۵–۲۰, ۱۸–۲۷ |       |                                                           |
| امتیاز: Rida ۲۰ ریباند: Hoskin ۹ پاس : Akl ۳   |       | امتیاز: Yang D.G. ۲۰ ریباند: Kim J.S. ۱۰ پاس: Yang D.G. ۷ |

| ۱۶ سپتامبر ۱۸:۰۰ |

| Report |

| هند                                                                 | ۶۷–۷۱ | مالزی                                                          |
| امتیاز بر پایه وقت: ۱۳–۱۵, ۱۳–۲۷, ۲۴–۱۲, ۱۷–۱۷                      |       |                                                                |
| امتیاز: J. Singh ۲۵ ریباند: Am. Singh ۱۲ پاس : T. Singh, J. Singh ۳ |       | امتیاز: Ooi B.S. ۲۰ ریباند: Guganeswaran ۷ پاس: Guganeswaran ۶ |

| ۱۷ سپتامبر ۱۳:۳۰ |

| Report |

| کرهٔ جنوبی                                                | ۸۴–۵۳ | هند                                                                        |
| امتیاز بر پایه وقت: ۲۷–۱۱, ۱۹–۱۷, ۲۰–۶, ۱۸–۱۹            |       |                                                                            |
| امتیاز: Kang B.H. ۲۲ ریباند: Oh S.K. ۱۱ پاس : Cho S.M. ۵ |       | امتیاز: Rai ۱۱ ریباند: Am. Singh ۹ پاس: Bhriguvanshi, T. Singh, Y. Singh ۲ |

| ۱۷ سپتامبر ۲۰:۰۰ |

| Report |

| مالزی                                                          | ۵۹–۸۷ | لبنان                                               |
| امتیاز بر پایه وقت: ۸–۲۷, ۱۹–۱۶, ۱۳–۲۴, ۱۹–۲۰                  |       |                                                     |
| امتیاز: Kwaan Y.J. ۱۳ ریباند: Chee L.W. ۷ پاس : Guganeswaran ۴ |       | امتیاز: Stephan ۲۴ ریباند: Tabet ۱۶ پاس: Ibrahim ۱۱ |

### گروه B
| تیم      | بازی | برد | باخت | امتیاز برده | امتیاز باخته | تفاضل | امتیازات |
| -------- | ---- | --- | ---- | ----------- | ------------ | ----- | -------- |
| ایران    | ۳    | ۳   | ۰    | ۲۲۱         | ۷۹           | ۱۴۲+  | ۶        |
| تایوان   | ۳    | ۲   | ۱    | ۲۱۲         | ۱۹۸          | ۱۴+   | ۵        |
| ازبکستان | ۳    | ۱   | ۲    | ۱۳۶         | ۲۲۵          | ۸۹–   | ۴        |
| قطر      | ۳    | ۰   | ۳    | ۹۴          | ۱۶۱          | ۶۷–   | ۳        |

| ۱۵ سپتامبر ۱۱:۰۰ |

| Report |

| تایوان                                                | ۳۷–۴۹ | ایران                                                                  |
| امتیاز بر پایه وقت: ۸–۱۰, ۱۱–۷, ۱۲–۱۵, ۶–۱۷           |       |                                                                        |
| امتیاز: Wu T.H. ۱۵ ریباند: Wu T.H. ۷ پاس : Lee H.L. ۴ |       | امتیاز: Nikkhah ۱۸ ریباند: Haddadi ۱۸ پاس: Davoudi, Kamrani, Haddadi ۳ |

| ۱۵ سپتامبر ۱۸:۰۰ |

| Report |

| قطر                                                 | ۱۲–۲۷ | ازبکستان                                                |
| امتیاز بر پایه وقت: ۱۲–۲۷                           |       |                                                         |
| امتیاز: Abdulrahman ۸ ریباند: Abdulrahman ۳ پاس : ۰ |       | امتیاز: Shatrov ۱۰ ریباند: Juginisov ۲ پاس: Juginisov ۱ |

| ۱۶ سپتامبر ۱۱:۰۰ |

| Report |

| ازبکستان                                                 | ۷۱–۸۱ | تایوان                                                                         |
| امتیاز بر پایه وقت: ۱۴–۲۴, ۲۲–۲۱, ۱۴–۲۲, ۲۱–۱۴           |       |                                                                                |
| امتیاز: Zinovev ۱۷ ریباند: Juginisov ۶ پاس : Juginisov ۴ |       | امتیاز: Chang T.H. ۱۵ ریباند: Tseng W.T., Wu T.H., Ho S.C. ۵ پاس: Tseng W.T. ۵ |

| ۱۶ سپتامبر ۱۸:۰۰ |

| Report |

| قطر                                             | ۴–۴۰ | ایران                                                                 |
| امتیاز بر پایه وقت: ۴–۴۰                        |      |                                                                       |
| امتیاز: Matalkeh ۳ ریباند: Abdelqader ۳ پاس : ۰ |      | امتیاز: Afagh ۱۰ ریباند: Kazemi, Kardoust ۴ پاس: Davarpanah, Kazemi ۳ |

| ۱۷ سپتامبر ۱۵:۳۰ |

| Report |

| تایوان                                                      | ۹۴–۷۸ | قطر                                                 |
| امتیاز بر پایه وقت: ۲۳–۱۵, ۲۷–۲۵, ۱۸–۲۱, ۲۶–۱۷              |       |                                                     |
| امتیاز: Chang T.H. ۳۵ ریباند: Tseng W.T. ۷ پاس : Lee H.L. ۷ |       | امتیاز: Abdelqader ۳۰ ریباند: Saeed ۱۳ پاس: Saeed ۴ |

| ۱۷ سپتامبر ۱۸:۰۰ |

| Report |

| ایران                                                        | ۱۳۲–۳۸ | ازبکستان                                          |
| امتیاز بر پایه وقت: ۳۸–۱۴, ۴۱–۱۱, ۲۸–۹, ۲۵–۴                 |        |                                                   |
| امتیاز: Kazemi, Haddadi ۱۸ ریباند: Kazemi ۱۴ پاس : Haddadi ۶ |        | امتیاز: Kozlov ۱۲ ریباند: Yahin ۱۰ پاس: Denisov ۴ |

- با قانون استفاده از تنها یک بازیکن تغییر تابعیت داده، قطر به دلیل صادر نشدن کارت بازی پنج بازیکن خارجی‌اش و کم داشتن بازیکن پیش از پایان کوارتر نخست برابر ازبکستان، مجبور شد زمین مسابقه را ترک کند و بازنده اعلام شد. بازی در ۰۴:۰۲ به پایان کوارتر نخست، با حساب ۲۷–۱۲ به سود ازبکستان در جریان بود که پایان بازی اعلام شد.
- با قانون استفاده از تنها یک بازیکن تغییر تابعیت داده، قطر به دلیل صادر نشدن کارت بازی پنج بازیکن خارجی‌اش و کم داشتن بازیکن، پیش از پایان کوارتر نخست برابر ایران، مجبور شد زمین مسابقه را ترک کند و بازنده اعلام شد. بازی در ۰۲:۱۸ به پایان کوارتر نخست، با حساب ۴۰–۴ به سود ایران در جریان بود که پایان بازی اعلام شد.

### گروه C
| تیم     | بازی | برد | باخت | امتیاز برده | امتیاز باخته | تفاضل | امتیازات |
| ------- | ---- | --- | ---- | ----------- | ------------ | ----- | -------- |
| ژاپن    | ۳    | ۳   | ۰    | ۲۵۰         | ۲۰۱          | ۴۹+   | ۶        |
| اردن    | ۳    | ۲   | ۱    | ۲۴۷         | ۲۰۹          | ۳۸+   | ۵        |
| سوریه   | ۳    | ۱   | ۲    | ۱۸۷         | ۲۰۹          | ۲۲–   | ۴        |
| اندونزی | ۳    | ۰   | ۳    | ۱۷۹         | ۲۴۴          | ۶۵–   | ۳        |

| ۱۵ سپتامبر ۹:۰۰ |

| Report |

| سوریه                                             | ۵۸–۷۱ | اردن                                                |
| امتیاز بر پایه وقت: ۱۲–۱۸, ۲۴–۱۳, ۱۰–۲۵, ۱۲–۱۵    |       |                                                     |
| امتیاز: Jlilati ۱۳ ریباند: Al-Daks ۸ پاس : Deeb ۴ |       | امتیاز: Wright ۲۰ ریباند: Z. Abbas ۹ پاس: Daghlas ۶ |

| ۱۵ سپتامبر ۱۳:۳۰ |

| Report |

| ژاپن                                                           | ۸۱–۵۹ | اندونزی                                                    |
| امتیاز بر پایه وقت: ۱۵–۸, ۲۲–۱۶, ۲۴–۱۵, ۲۰–۲۰                  |       |                                                            |
| امتیاز: J. Takeuchi ۱۱ ریباند: K. Takeuchi ۱۲ پاس : Kawamura ۴ |       | امتیاز: Sitepu ۱۴ ریباند: Gunawan, Sitepu ۶ پاس: Wuysang ۵ |

| ۱۶ سپتامبر ۹:۰۰ |

| Report |

| اندونزی                                                        | ۶۱–۷۴ | سوریه                                           |
| امتیاز بر پایه وقت: ۱۳–۱۷, ۲۰–۱۷, ۱۲–۲۰, ۱۶–۲۰                 |       |                                                 |
| امتیاز: Wuysang, Gunawan ۱۱ ریباند: Indrawan ۹ پاس : Wuysang ۴ |       | امتیاز: Araujo ۲۴ ریباند: Araujo ۱۱ پاس: Deeb ۹ |

| ۱۶ سپتامبر ۱۳:۳۰ |

| Report |

| اردن                                                         | ۸۷–۹۲ | ژاپن                                                       |
| امتیاز بر پایه وقت: ۱۷–۱۹, ۱۲–۱۷, ۱۷–۲۸, ۴۱–۲۸               |       |                                                            |
| امتیاز: Wright ۳۰ ریباند: Zaghab ۹ پاس : Daghlas, I. Abbas ۴ |       | امتیاز: Kawamura ۲۳ ریباند: J. Takeuchi ۱۹ پاس: Kawamura ۳ |

| ۱۷ سپتامبر ۹:۰۰ |

| Report |

| سوریه                                                 | ۵۵–۷۷ | ژاپن                                                      |
| امتیاز بر پایه وقت: ۱۵–۱۷, ۹–۱۷, ۱۸–۲۳, ۱۳–۲۰         |       |                                                           |
| امتیاز: Deeb ۱۵ ریباند: Lubus ۱۳ پاس : Deeb, Araujo ۲ |       | امتیاز: Kawamura ۱۷ ریباند: K. Takeuchi ۱۱ پاس: Shonaka ۵ |

| ۱۷ سپتامبر ۱۸:۰۰ |

| Report |

| اردن                                                                        | ۸۹–۵۹ | اندونزی                                           |
| امتیاز بر پایه وقت: ۲۲–۱۶, ۲۲–۱۳, ۲۱–۱۵, ۲۴–۱۵                              |       |                                                   |
| امتیاز: Wright ۱۸ ریباند: I. Abbas ۱۰ پاس : Abu-Qoura, Soobzokov, Al-Sous ۴ |       | امتیاز: Sitepu ۱۵ ریباند: Sitepu ۶ پاس: Wuysang ۵ |

### گروه D
| تیم               | بازی | برد | باخت | امتیاز برده | امتیاز باخته | تفاضل | امتیازات |
| ----------------- | ---- | --- | ---- | ----------- | ------------ | ----- | -------- |
| چین               | ۳    | ۳   | ۰    | ۲۵۱         | ۱۶۹          | ۸۲+   | ۶        |
| فیلیپین           | ۳    | ۲   | ۱    | ۲۶۵         | ۱۹۸          | ۶۷+   | ۵        |
| امارات متحدهٔ عربی | ۳    | ۱   | ۲    | ۲۰۳         | ۲۲۰          | ۱۷–   | ۴        |
| بحرین             | ۳    | ۰   | ۳    | ۱۷۳         | ۳۰۵          | ۱۳۲–  | ۳        |

| ۱۵ سپتامبر ۱۸:۰۰ |

| Report |

| فیلیپین                                                | ۹۲–۵۲ | امارات متحدهٔ عربی                                           |
| امتیاز بر پایه وقت: ۱۷–۱۲, ۲۴–۱۰, ۲۸–۱۳, ۲۳–۱۷         |       |                                                             |
| امتیاز: Baracael ۱۵ ریباند: Taulava ۱۱ پاس : Barroca ۵ |       | امتیاز: Ali ۱۲ ریباند: J. Mohamed ۱۰ پاس: Khalfan, Khalil ۳ |

| ۱۵ سپتامبر ۲۰:۰۰ |

| Report |

| بحرین                                                                | ۴۹–۱۰۱ | چین                                                               |
| امتیاز بر پایه وقت: ۲۰–۲۵, ۴–۲۶, ۲۱–۲۶, ۴–۲۴                         |        |                                                                   |
| امتیاز: Malabes ۱۷ ریباند: Malabes, Najaf, Ghali ۴ پاس : Al-Tawash ۳ |        | امتیاز: Liu W.، Yi J.L. ۱۵ ریباند: Zhang Z.X. ۱۵ پاس: Wang Z.Z. ۴ |

| ۱۶ سپتامبر ۲۰:۰۰ |

| Report |

| فیلیپین                                                | ۶۰–۷۵ | چین                                                 |
| امتیاز بر پایه وقت: ۱۳–۲۲, ۸–۲۱, ۱۹–۱۲, ۲۰–۲۰          |       |                                                     |
| امتیاز: Douthit ۱۷ ریباند: Douthit ۱۰ پاس : Williams ۴ |       | امتیاز: Yi J.L. ۲۰ ریباند: Yi J.L. ۱۷ پاس: Liu W. ۷ |

| ۱۶ سپتامبر ۲۰:۰۰ |

| Report |

| امارات متحدهٔ عربی                                                          | ۹۱–۵۳ | بحرین                                                            |
| امتیاز بر پایه وقت: ۱۶–۱۷, ۲۱–۱۰, ۳۳–۱۹, ۲۱–۷                              |       |                                                                  |
| امتیاز: Khalfan ۱۷ ریباند: Rashed, Al-Hattawi ۱۰ پاس : Khalfan, Al-Zaabi ۴ |       | امتیاز: Jameel ۱۵ ریباند: Malallah ۶ پاس: Abdulmajeed, Malabes ۴ |

| ۱۷ سپتامبر ۱۱:۰۰ |

| Report |

| بحرین                                                     | ۷۱–۱۱۳ | فیلیپین                                              |
| امتیاز بر پایه وقت: ۱۸–۳۰, ۲۲–۲۱, ۷–۳۵, ۲۴–۲۷             |        |                                                      |
| امتیاز: Malabes ۱۵ ریباند: Five players ۲ پاس : Malabes ۷ |        | امتیاز: Aguilar ۲۱ ریباند: Aguilar ۱۲ پاس: Barroca ۷ |

| ۱۷ سپتامبر ۲۰:۰۰ |

| Report |

| چین                                                       | ۷۵–۶۰ | امارات متحدهٔ عربی                                                  |
| امتیاز بر پایه وقت: ۲۲–۸, ۱۸–۲۴, ۲۱–۱۰, ۱۴–۱۸             |       |                                                                    |
| امتیاز: Zhang B. ۱۵ ریباند: Zhang Z.X. ۱۳ پاس : Yu S.L. ۳ |       | امتیاز: Al-Zaabi ۲۱ ریباند: Al-Zaabi, J. Mohamed ۶ پاس: Al-Zaabi ۳ |

## دور دوم
- نتایج و امتیازات به دست آمده توسط تیم‌ها در برابر هم در دور مقدماتی، در دور دوم نیز محاسبه و در نظر گرفته شد.

### گروه E
| تیم       | بازی | برد | باخت | امتیاز برده | امتیاز باخته | تفاضل | امتیازات |
| --------- | ---- | --- | ---- | ----------- | ------------ | ----- | -------- |
| ایران     | ۵    | ۵   | ۰    | ۴۵۷         | ۲۱۸          | ۲۳۹+  | ۱۰       |
| کرهٔ جنوبی | ۵    | ۴   | ۱    | ۴۱۹         | ۳۰۱          | ۱۱۸+  | ۹        |
| تایوان    | ۵    | ۳   | ۲    | ۳۴۸         | ۳۲۲          | ۲۶+   | ۸        |
| لبنان     | ۵    | ۲   | ۳    | ۳۵۳         | ۳۲۸          | ۲۵+   | ۷        |
| مالزی     | ۵    | ۱   | ۴    | ۲۷۹         | ۴۸۱          | ۲۰۲–  | ۶        |
| ازبکستان  | ۵    | ۰   | ۵    | ۲۹۴         | ۵۰۰          | ۲۰۶–  | ۵        |

| ۱۹ سپتامبر ۹:۰۰ |

| Report |

| مالزی                                                        | ۳۶–۱۲۱ | ایران                                                        |
| امتیاز بر پایه وقت: ۱۴–۳۴, ۹–۲۲, ۵–۳۵, ۸–۳۰                  |        |                                                              |
| امتیاز: Guganeswaran ۱۳ ریباند: Chee L.W. ۵ پاس : Ooi B.S. ۲ |        | امتیاز: Afagh, Haddadi ۲۰ ریباند: Sahakian ۱۵ پاس: Kamrani ۸ |

| ۱۹ سپتامبر ۱۱:۰۰ |

| Report |

| لبنان                                           | ۵۸–۶۰ | تایوان                                                   |
| امتیاز بر پایه وقت: ۱۳–۱۶, ۱۷–۱۴, ۲۰–۲۰, ۸–۱۰   |       |                                                          |
| امتیاز: Hoskin ۱۹ ریباند: Hoskin ۱۱ پاس : Akl ۶ |       | امتیاز: Chen H.A. ۱۵ ریباند: Wu T.H. ۹ پاس: Tseng W.T. ۸ |

| ۱۹ سپتامبر ۱۳:۳۰ |

| Report |

| کرهٔ جنوبی                                                | ۱۰۶–۵۷ | ازبکستان                                          |
| امتیاز بر پایه وقت: ۳۰–۱۱, ۲۲–۱۳, ۲۲–۱۳, ۳۲–۲۰           |        |                                                   |
| امتیاز: Moon T.J. ۲۱ ریباند: Oh S.K. ۹ پاس : Park C.H. ۸ |        | امتیاز: Shatrov ۱۱ ریباند: Yahin ۶ پاس: Zinovev ۳ |

| ۲۰ سپتامبر ۹:۰۰ |

| Report |

| ازبکستان                                           | ۷۵–۸۰ | مالزی                                                           |
| امتیاز بر پایه وقت: ۱۰–۲۱, ۲۳–۲۳, ۲۱–۱۷, ۲۱–۱۹     |       |                                                                 |
| امتیاز: Kozlov ۲۱ ریباند: Kozlov ۸ پاس : Shatrov ۷ |       | امتیاز: Guganeswaran ۱۴ ریباند: Chee L.W. ۹ پاس: Guganeswaran ۶ |

| ۲۰ سپتامبر ۱۳:۳۰ |

| Report |

| ایران                                                        | ۷۶–۴۵ | لبنان                                        |
| امتیاز بر پایه وقت: ۱۸–۷, ۱۴–۱۲, ۱۷–۵, ۲۷–۲۱                 |       |                                              |
| امتیاز: Afagh, Nikkhah ۱۶ ریباند: Haddadi ۱۲ پاس : Haddadi ۵ |       | امتیاز: Rida ۱۶ ریباند: Hoskin ۱۱ پاس: Akl ۵ |

| ۲۰ سپتامبر ۱۵:۳۰ |

| Report |

| تایوان                                                                | ۶۱–۸۲ | کرهٔ جنوبی                                                  |
| امتیاز بر پایه وقت: ۲۰–۱۸, ۱۲–۲۵, ۸–۲۱, ۲۱–۱۸                         |       |                                                            |
| امتیاز: Wu T.H. ۱۵ ریباند: Tseng W.T., Chang T.H. ۶ پاس : Chen H.A. ۳ |       | امتیاز: Cho S.M. ۱۹ ریباند: Four players ۷ پاس: Kim J.S. ۸ |

| ۲۱ سپتامبر ۹:۰۰ |

| Report |

| لبنان                                                          | ۱۰۱–۵۳ | ازبکستان                                                                   |
| امتیاز بر پایه وقت: ۲۴–۲۲, ۲۶–۴, ۲۵–۹, ۲۶–۱۸                   |        |                                                                            |
| امتیاز: Rida, Hoskin ۱۸ ریباند: Tabet ۱۷ پاس : Martinez, Akl ۵ |        | امتیاز: Denisov ۱۹ ریباند: Timofeev ۷ پاس: Shatrov, Pereverzev, Timofeev ۲ |

| ۲۱ سپتامبر ۱۱:۰۰ |

| Report |

| مالزی                                                                       | ۶۲–۱۰۹ | تایوان                                                 |
| امتیاز بر پایه وقت: ۱۸–۲۴, ۱۸–۲۷, ۱۱–۳۰, ۱۵–۲۸                              |        |                                                        |
| امتیاز: Guganeswaran ۱۵ ریباند: Kwaan Y.J. ۸ پاس : Lau B.I., Guganeswaran ۴ |        | امتیاز: Chang T.H. ۲۵ ریباند: Ho S.C. ۸ پاس: Su I.C. ۹ |

| ۲۱ سپتامبر ۱۵:۳۰ |

| Report |

| کرهٔ جنوبی                                                            | ۶۲–۷۹ | ایران                                                |
| امتیاز بر پایه وقت: ۱۳–۲۳, ۱۷–۱۹, ۲۱–۱۹, ۱۱–۱۸                       |       |                                                      |
| امتیاز: Lee J.S., Yang D.G. ۱۴ ریباند: Moon T.J. ۱۶ پاس : Kim J.S. ۴ |       | امتیاز: Haddadi ۱۷ ریباند: Haddadi ۱۱ پاس: Kamrani ۵ |

### گروه F
| تیم               | بازی | برد | باخت | امتیاز برده | امتیاز باخته | تفاضل | امتیازات |
| ----------------- | ---- | --- | ---- | ----------- | ------------ | ----- | -------- |
| چین               | ۵    | ۵   | ۰    | ۴۱۷         | ۳۰۹          | ۱۰۸+  | ۱۰       |
| فیلیپین           | ۵    | ۴   | ۱    | ۳۸۲         | ۳۱۹          | ۶۳+   | ۹        |
| ژاپن              | ۵    | ۳   | ۲    | ۴۰۴         | ۳۷۰          | ۳۴+   | ۸        |
| اردن              | ۵    | ۲   | ۳    | ۳۷۶         | ۳۹۵          | ۱۹–   | ۷        |
| سوریه             | ۵    | ۱   | ۴    | ۳۱۶         | ۳۸۶          | ۷۰–   | ۶        |
| امارات متحدهٔ عربی | ۵    | ۰   | ۵    | ۳۲۶         | ۴۴۲          | ۱۱۶–  | ۵        |

| ۱۹ سپتامبر ۱۵:۳۰ |

| Report |

| اردن                                                             | ۶۴–۷۲ | فیلیپین                                          |
| امتیاز بر پایه وقت: ۲۰–۱۱, ۱۱–۱۵, ۱۶–۲۱, ۱۷–۲۵                   |       |                                                  |
| امتیاز: Daghlas ۱۸ ریباند: Z. Abbas ۱۲ پاس : Daghlas, I. Abbas ۲ |       | امتیاز: Douthit ۱۹ ریباند: Douthit ۱۵ پاس: Tiu ۴ |

| ۱۹ سپتامبر ۱۸:۰۰ |

| Report |

| ژاپن                                                    | ۱۰۱–۶۱ | امارات متحدهٔ عربی                                           |
| امتیاز بر پایه وقت: ۱۵–۹, ۴۱–۱۷, ۲۴–۱۷, ۲۱–۱۸           |        |                                                             |
| امتیاز: Amino ۱۷ ریباند: K. Takeuchi ۱۰ پاس : Shonaka ۵ |        | امتیاز: Khalil ۱۴ ریباند: Al-Braiki, Rashed ۵ پاس: Khalil ۳ |

| ۱۹ سپتامبر ۲۰:۰۰ |

| Report |

| سوریه                                             | ۷۱–۹۰ | چین                                                        |
| امتیاز بر پایه وقت: ۱۰–۲۴, ۱۸–۲۳, ۲۱–۲۳, ۲۲–۲۰    |       |                                                            |
| امتیاز: Deeb ۱۶ ریباند: Al-Hamwi ۱۲ پاس : Lubus ۳ |       | امتیاز: Yi J.L. ۱۹ ریباند: Yi J.L. ۶ پاس: Liu W.، Sun Y. ۴ |

| ۲۰ سپتامبر ۱۱:۰۰ |

| Report |

| امارات متحدهٔ عربی                                    | ۷۳–۸۰ | سوریه                                             |
| امتیاز بر پایه وقت: ۱۶–۳۰, ۱۹–۱۸, ۱۶–۱۶, ۲۲–۱۶       |       |                                                   |
| امتیاز: Khalfan ۲۵ ریباند: Al-Sari ۸ پاس : Khalfan ۲ |       | امتیاز: Araujo ۱۷ ریباند: Araujo ۱۵ پاس: Araujo ۴ |

| ۲۰ سپتامبر ۱۸:۰۰ |

| Report |

| فیلیپین                                              | ۸۳–۷۶ | ژاپن                                                                     |
| امتیاز بر پایه وقت: ۱۸–۲۳, ۱۶–۱۷, ۲۶–۱۲, ۲۳–۲۴       |       |                                                                          |
| امتیاز: Douthit ۲۵ ریباند: Douthit ۱۸ پاس : Alapag ۴ |       | امتیاز: J. Takeuchi ۲۲ ریباند: K. Takeuchi, J. Takeuchi ۸ پاس: Shonaka ۴ |

| ۲۰ سپتامبر ۲۰:۰۰ |

| Report |

| چین                                                  | ۹۳–۶۰ | اردن                                                   |
| امتیاز بر پایه وقت: ۲۵–۱۵, ۱۵–۱۹, ۳۱–۱۰, ۲۲–۱۶       |       |                                                        |
| امتیاز: Yi J.L. ۱۶ ریباند: Yi J.L. ۱۲ پاس : Sun Y. ۳ |       | امتیاز: Z. Abbas ۱۷ ریباند: Soobzokov ۹ پاس: Daghlas ۳ |

| ۲۱ سپتامبر ۱۳:۳۰ |

| Report |

| اردن                                                | ۹۴–۸۰ | امارات متحدهٔ عربی                                           |
| امتیاز بر پایه وقت: ۴۰–۲۰, ۱۷–۱۸, ۲۵–۲۰, ۱۲–۲۲      |       |                                                             |
| امتیاز: Daghlas ۲۰ ریباند: Zaghab ۹ پاس : Daghlas ۹ |       | امتیاز: Khalfan ۲۸ ریباند: Khalfan ۵ پاس: Khalfan, Khalil ۴ |

| ۲۱ سپتامبر ۱۸:۰۰ |

| Report |

| سوریه                                                         | ۵۲–۷۵ | فیلیپین                                           |
| امتیاز بر پایه وقت: ۱۱–۱۴, ۲۱–۹, ۱۳–۲۶, ۷–۲۶                  |       |                                                   |
| امتیاز: Al-Hamwi ۱۱ ریباند: Araujo ۸ پاس : Deeb, Nalbandian ۳ |       | امتیاز: Douthit ۲۰ ریباند: Taulava ۹ پاس: Casio ۴ |

| ۲۱ سپتامبر ۲۰:۰۰ |

| Report |

| ژاپن                                                      | ۵۸–۸۴ | چین                                                         |
| امتیاز بر پایه وقت: ۱۶–۲۱, ۱۴–۲۳, ۱۶–۱۷, ۱۲–۲۳            |       |                                                             |
| امتیاز: Kawamura ۲۴ ریباند: K. Takeuchi ۷ پاس : Shonaka ۴ |       | امتیاز: Yi L. ۱۹ ریباند: Yi J.L. ۱۳ پاس: Liu W.، Zhu F.Y. ۵ |

## رده‌بندی سیزدهم تا شانزدهم
|  | نیمه‌نهایی  | نیمه‌نهایی  |    |            | مکان سیزدهم | مکان سیزدهم |  |
|  |            |            |    |            |             |             |  |
|  | ۱۹ سپتامبر |            |    |            |             |             |  |
|  | اندونزی    | ۸۵         |    |            |             |             |  |
|  | بحرین      | ۶۲         |    |            |             |             |  |
|  |            |            |    |            |             |             |  |
|  |            |            |    |            | ۲۰ سپتامبر  |             |  |
|  |            |            |    |            | اندونزی     | ۸۴          |  |
|  |            | هند        | ۷۵ |            |             |             |  |
|  |            |            |    |            |             |             |  |
|  |            |            |    |            |             |             |  |
|  |            |            |    |            | ۱مکان پنجم  |             |  |
|  | ۱۹ سپتامبر | ۱۹ سپتامبر |    | ۲۰ سپتامبر | ۲۰ سپتامبر  |             |  |
|  | هند        | ۲۰         |    | بحرین      | ۲۰          |             |  |
|  | قطر        | ۰          |    |            | قطر         | ۰           |  |

### نیمه‌نهایی سیزدهم تا شانزدهم
| ۱۹ سپتامبر ۱۸:۰۰ |

| Report |

| اندونزی                                                      | ۸۵–۶۲ | بحرین                                                                  |
| امتیاز بر پایه وقت: ۱۲–۱۷, ۲۴–۱۷, ۱۷–۱۱, ۳۲–۱۷               |       |                                                                        |
| امتیاز: Poedjakesuma ۳۲ ریباند: Indrawan ۱۴ پاس : Wuysang ۱۱ |       | امتیاز: Malabes ۱۷ ریباند: Ghali ۸ پاس: Abdulmajeed, Jameel, Malabes ۴ |

| ۱۹ سپتامبر ۲۰:۰۰ |

|  |

| هند   | ۲۰–۰ | قطر |
| جریمه |      |     |

### مکان پانزدهم
| ۲۰ سپتامبر ۲۰:۰۰ |

|  |

| بحرین | ۲۰–۰ | قطر |
| جریمه |      |     |

### مکان سیزدهم
| ۲۰ سپتامبر ۱۸:۰۰ |

| Report |

| اندونزی                                               | ۸۴–۷۵ | هند                                                             |
| امتیاز بر پایه وقت: ۲۰–۱۴, ۲۴–۲۳, ۲۳–۲۰, ۱۷–۱۸        |       |                                                                 |
| امتیاز: Wuysang ۱۷ ریباند: Indrawan ۹ پاس : Wuysang ۷ |       | امتیاز: Koroth ۲۲ ریباند: Am. Singh, J. Singh ۶ پاس: J. Singh ۶ |

## رده‌بندی نهم تا دوازدهم
|  | نیمه‌نهایی         | نیمه‌نهایی  |    |            | مکان نهم          | مکان نهم |  |
|  |                   |            |    |            |                   |          |  |
|  | ۲۳ سپتامبر        |            |    |            |                   |          |  |
|  | مالزی             | ۸۷         |    |            |                   |          |  |
|  | امارات متحدهٔ عربی | ۸۹         |    |            |                   |          |  |
|  |                   |            |    |            |                   |          |  |
|  |                   |            |    |            | ۲۴ سپتامبر        |          |  |
|  |                   |            |    |            | امارات متحدهٔ عربی | ۷۲       |  |
|  |                   | سوریه      | ۷۶ |            |                   |          |  |
|  |                   |            |    |            |                   |          |  |
|  |                   |            |    |            |                   |          |  |
|  |                   |            |    |            | مکان یازدهم       |          |  |
|  | ۲۳ سپتامبر        | ۲۳ سپتامبر |    | ۲۴ سپتامبر | ۲۴ سپتامبر        |          |  |
|  | ازبکستان          | ۶۵         |    | مالزی      | ۸۲                |          |  |
|  | سوریه             | ۹۷         |    |            | ازبکستان          | ۷۶       |  |

### نیمه‌نهایی نهم تا دوازدهم
| ۲۳ سپتامبر ۹:۰۰ |

| Report |

| مالزی                                                          | ۸۷–۸۹ | امارات متحدهٔ عربی                                                   |
| امتیاز بر پایه وقت: ۲۳–۲۴, ۱۵–۱۳, ۲۱–۲۷, ۲۸–۲۵                 |       |                                                                     |
| امتیاز: Chee L.W. ۱۸ ریباند: Chee L.W. ۱۹ پاس : Guganeswaran ۷ |       | امتیاز: Al-Zaabi ۲۱ ریباند: Rashed ۱۱ پاس: Khalfan, Ali, Al-Zaabi ۴ |

| ۲۳ سپتامبر ۱۱:۰۰ |

| Report |

| ازبکستان                                                                  | ۶۵–۹۷ | سوریه                                           |
| امتیاز بر پایه وقت: ۱۱–۲۱, ۲۱–۲۵, ۱۵–۲۴, ۱۸–۲۷                            |       |                                                 |
| امتیاز: Kozlov ۱۴ ریباند: Nuraliev, Zinovev ۶ پاس : Juginisov , Zinovev ۴ |       | امتیاز: Abboud ۱۳ ریباند: Araujo ۱۲ پاس: Deeb ۶ |

### مکان یازدهم
| ۲۴ سپتامبر ۹:۰۰ |

| Report |

| مالزی                                                         | ۸۲–۷۶ | ازبکستان                                           |
| امتیاز بر پایه وقت: ۲۲–۱۴, ۲۳–۱۹, ۱۹–۲۶, ۱۸–۱۷                |       |                                                    |
| امتیاز: Loh S.F. ۱۸ ریباند: Chee L.W. ۱۴ پاس : Guganeswaran ۶ |       | امتیاز: Denisov ۲۱ ریباند: Kozlov ۱۵ پاس: Kozlov ۴ |

### مکان نهم
| ۲۴ سپتامبر ۱۱:۰۰ |

| Report |

| امارات متحدهٔ عربی                                          | ۷۲–۷۶ | سوریه                                                 |
| امتیاز بر پایه وقت: ۲۴–۲۱, ۱۵–۲۲, ۱۴–۱۶, ۱۹–۱۷             |       |                                                       |
| امتیاز: Ali ۱۹ ریباند: Al-Braiki ۱۰ پاس : Al-Braiki, Ali ۳ |       | امتیاز: Osfira ۱۸ ریباند: Araujo ۱۱ پاس: Nalbandian ۷ |

## دور نهایی
|  | یک‌چهارم نهایی | یک‌چهارم نهایی |            |           | نیمه‌نهایی | نیمه‌نهایی |  |  | نهایی      | نهایی |
|  |               |               |            |           |           |           |  |  |            |       |
|  | ۲۳ سپتامبر    |               |            |           |           |           |  |  |            |       |
|  |               |               |            |           |           |           |  |  |            |       |
|  | اردن          | ۸۸            |            |           |           |           |  |  |            |       |
|  | اردن          | ۸۸            | ۲۴ سپتامبر |           |           |           |  |  |            |       |
|  | ایران         | ۸۴            |            |           |           |           |  |  |            |       |
|  | ایران         | ۸۴            | اردن       | ۷۵        |           |           |  |  |            |       |
|  | ۲۳ سپتامبر    |               | اردن       | ۷۵        |           |           |  |  |            |       |
|  |               | فیلیپین       | ۶۱         |           |           |           |  |  |            |       |
|  | فیلیپین       | فیلیپین       | ۶۱         | ۹۵        |           |           |  |  |            |       |
|  | فیلیپین       |               | ۲۵ سپتامبر | ۹۵        |           |           |  |  |            |       |
|  | تایوان        | ۷۸            |            |           |           |           |  |  |            |       |
|  | تایوان        | ۷۸            | اردن       | ۶۹        |           |           |  |  |            |       |
|  | ۲۳ سپتامبر    |               | اردن       | ۶۹        |           |           |  |  |            |       |
|  |               | چین           | ۷۰         |           |           |           |  |  |            |       |
|  | کرهٔ جنوبی     | چین           | ۷۰         | ۸۶        |           |           |  |  |            |       |
|  | کرهٔ جنوبی     | ۲۴ سپتامبر    |            | ۸۶        |           |           |  |  |            |       |
|  | ژاپن          | ۶۷            |            |           |           |           |  |  |            |       |
|  | ژاپن          | ۶۷            | کرهٔ جنوبی  | ۴۳        | مکان سوم  | مکان سوم  |  |  |            |       |
|  | ۲۳ سپتامبر    |               | کرهٔ جنوبی  | ۴۳        | مکان سوم  | مکان سوم  |  |  |            |       |
|  |               | چین           | ۵۶         |           |           |           |  |  |            |       |
|  | لبنان         | چین           | ۵۶         | ۴۸        | فیلیپین   | ۶۸        |  |  |            |       |
|  | لبنان         |               |            | ۴۸        | فیلیپین   | ۶۸        |  |  |            |       |
|  | چین           | ۶۸            |            | کرهٔ جنوبی | ۷۰        |           |  |  |            |       |
|  | چین           | ۶۸            |            |           | ۷۰        |           |  |  |            |       |
|  |               |               |            |           |           |           |  |  | ۲۵ سپتامبر |       |
|  |               |               |            |           |           |           |  |  |            |       |

|  | نیمه‌نهایی  | نیمه‌نهایی  |    |            | مکان پنجم  | مکان پنجم |  |
|  |            |            |    |            |            |           |  |
|  | ۲۴ سپتامبر |            |    |            |            |           |  |
|  | ایران      | ۹۸         |    |            |            |           |  |
|  | تایوان     | ۶۶         |    |            |            |           |  |
|  |            |            |    |            |            |           |  |
|  |            |            |    |            | ۲۵ سپتامبر |           |  |
|  |            |            |    |            | ایران      | ۸۷        |  |
|  |            | لبنان      | ۶۵ |            |            |           |  |
|  |            |            |    |            |            |           |  |
|  |            |            |    |            |            |           |  |
|  |            |            |    |            | مکان هفتم  |           |  |
|  | ۲۴ سپتامبر | ۲۴ سپتامبر |    | ۲۵ سپتامبر | ۲۵ سپتامبر |           |  |
|  | ژاپن       | ۷۸         |    | تایوان     | ۷۲         |           |  |
|  | لبنان      | ۸۰         |    |            | ژاپن       | ۸۱        |  |

### یک‌چهارم نهایی
| ۲۳ سپتامبر ۱۳:۳۰ |

| Report |

| اردن                                                 | ۸۸–۸۴ | ایران                                               |
| امتیاز بر پایه وقت: ۲۰–۱۹, ۱۵–۱۷, ۲۲–۲۶, ۳۱–۲۲       |       |                                                     |
| امتیاز: Daghlas ۲۳ ریباند: Z. Abbas ۷ پاس : Wright ۶ |       | امتیاز: Haddadi ۲۷ ریباند: Kazemi ۱۶ پاس: Haddadi ۷ |

| ۲۳ سپتامبر ۱۵:۳۰ |

| Report |

| کرهٔ جنوبی                                               | ۸۶–۶۷ | ژاپن                                                          |
| امتیاز بر پایه وقت: ۲۳–۱۱, ۲۲–۱۵, ۲۰–۲۶, ۲۱–۱۵          |       |                                                               |
| امتیاز: Moon T.J. ۱۷ ریباند: Ha S.J. ۸ پاس : Kim J.S. ۸ |       | امتیاز: K. Takeuchi ۱۶ ریباند: K. Takeuchi ۱۳ پاس: Kawamura ۶ |

| ۲۳ سپتامبر ۱۸:۰۰ |

| Report |

| فیلیپین                                             | ۹۵–۷۸ | تایوان                                                            |
| امتیاز بر پایه وقت: ۱۹–۲۳, ۲۶–۱۹, ۲۵–۱۵, ۲۵–۲۱      |       |                                                                   |
| امتیاز: Douthit ۳۷ ریباند: Douthit ۱۰ پاس : Casio ۴ |       | امتیاز: Tseng W.T. ۲۰ ریباند: Wu T.H., Lin C.C. ۷ پاس: Lin C.C. ۵ |

| ۲۳ سپتامبر ۲۰:۰۰ |

| Report |

| لبنان                                                       | ۴۸–۶۸ | چین                                                          |
| امتیاز بر پایه وقت: ۱۲–۱۴, ۱۰–۱۴, ۱۰–۲۳, ۱۶–۱۷              |       |                                                              |
| امتیاز: Hoskin ۲۰ ریباند: Hoskin ۱۰ پاس : Stephan, Kanaan ۲ |       | امتیاز: Liu W. ۱۳ ریباند: Yi J.L. ۹ پاس: Sun Y.، Wang Z.Z. ۲ |

### نیمه‌نهایی پنجم تا هشتم
| ۲۴ سپتامبر ۱۳:۳۰ |

| Report |

| ایران                                                 | ۹۸–۶۶ | تایوان                                                 |
| امتیاز بر پایه وقت: ۲۱–۱۶, ۲۷–۱۵, ۲۷–۱۹, ۲۳–۱۶        |       |                                                        |
| امتیاز: Haddadi ۲۱ ریباند: Haddadi ۱۴ پاس : Haddadi ۶ |       | امتیاز: Wu T.H. ۱۶ ریباند: Wu T.H. ۶ پاس: Tseng W.T. ۴ |

| ۲۴ سپتامبر ۱۸:۰۰ |

| Report |

| ژاپن                                                       | ۷۸–۸۰ | لبنان                                                            |
| امتیاز بر پایه وقت: ۲۳–۱۵, ۱۹–۲۶, ۲۰–۲۰, ۱۶–۱۹             |       |                                                                  |
| امتیاز: Kawamura ۲۰ ریباند: K. Takeuchi ۱۳ پاس : Shonaka ۸ |       | امتیاز: Hoskin, Stephan, Ibrahim ۱۶ ریباند: Hoskin ۱۶ پاس: Akl ۵ |

### نیمه‌نهایی
| ۲۴ سپتامبر ۱۵:۳۰ |

| Report |

| اردن                                                            | ۷۵–۶۱ | فیلیپین                                                     |
| امتیاز بر پایه وقت: ۱۲–۱۸, ۱۵–۱۰, ۲۲–۱۳, ۲۶–۲۰                  |       |                                                             |
| امتیاز: Wright ۲۴ ریباند: Abu-Qoura, I. Abbas ۹ پاس : Daghlas ۴ |       | امتیاز: Douthit ۲۱ ریباند: Douthit ۱۵ پاس: Casio, Douthit ۳ |

| ۲۴ سپتامبر ۲۰:۰۰ |

| Report |

| کرهٔ جنوبی                                                            | ۴۳–۵۶ | چین                                                            |
| امتیاز بر پایه وقت: ۱۱–۸, ۸–۱۳, ۱۱–۱۵, ۱۳–۲۰                         |       |                                                                |
| امتیاز: Yang D.G. ۱۷ ریباند: Moon T.J., Kim J.S. ۷ پاس : Moon T.J. ۴ |       | امتیاز: Yi J.L. ۱۷ ریباند: Yi J.L. ۱۲ پاس: Liu W.، Wang Z.Z. ۳ |

### مکان هفتم
| ۲۵ سپتامبر ۱۳:۳۰ |

| Report |

| تایوان                                                                           | ۷۲–۸۱ | ژاپن                                                    |
| امتیاز بر پایه وقت: ۹–۲۸, ۲۷–۱۹, ۱۷–۱۹, ۱۹–۱۵                                    |       |                                                         |
| امتیاز: Lin C.C. ۱۸ ریباند: Tseng W.T., Chen H.A. ۷ پاس : Tseng W.T., Lin C.C. ۳ |       | امتیاز: Amino ۱۴ ریباند: K. Takeuchi ۲۲ پاس: Kawamura ۳ |

### مکان پنجم
| ۲۵ سپتامبر ۱۸:۰۰ |

| Report |

| ایران                                                          | ۸۷–۶۵ | لبنان                                              |
| امتیاز بر پایه وقت: ۱۵–۱۷, ۳۵–۱۹, ۱۹–۱۹, ۱۸–۱۰                 |       |                                                    |
| امتیاز: Kamrani, Nikkhah ۱۸ ریباند: Haddadi ۱۵ پاس : Kamrani ۶ |       | امتیاز: Hoskin ۳۷ ریباند: Kanaan ۱۳ پاس: Ibrahim ۴ |

### مکان سوم
| ۲۵ سپتامبر ۱۵:۳۰ |

| Report |

| فیلیپین                                                   | ۶۸–۷۰ | کرهٔ جنوبی                                                       |
| امتیاز بر پایه وقت: ۱۴–۷, ۱۰–۱۰, ۲۳–۱۹, ۲۱–۳۴             |       |                                                                 |
| امتیاز: Douthit ۲۷ ریباند: Douthit ۲۲ پاس : چهار بازیکن ۲ |       | امتیاز: Cho S.M. ۲۰ ریباند: Kim J.S., Oh S.K. ۹ پاس: Lee J.S. ۶ |

### نهایی
| ۲۵ سپتامبر ۲۰:۰۰ |

| Report |

| اردن                                                  | ۶۹–۷۰ | چین                                                 |
| امتیاز بر پایه وقت: ۱۵–۱۶, ۲۱–۱۵, ۲۰–۲۸, ۱۳–۱۱        |       |                                                     |
| امتیاز: Wright ۲۶ ریباند: Z. Abbas ۱۰ پاس : Daghlas ۴ |       | امتیاز: Yi J.L. ۲۵ ریباند: Yi J.L. ۱۶ پاس: Sun Y. ۴ |

## جدول نهایی
| رتبه | تیم               | رکورد |
| ---- | ----------------- | ----- |
| 1    | چین               | ۹–۰   |
| 2    | اردن              | ۵–۴   |
| 3    | کرهٔ جنوبی         | ۷–۲   |
| ۴    | فیلیپین           | ۶–۳   |
| ۵    | ایران             | ۸–۱   |
| ۶    | لبنان             | ۴–۵   |
| ۷    | ژاپن              | ۵–۴   |
| ۸    | تایوان            | ۴–۵   |
| ۹    | سوریه             | ۴–۴   |
| ۱۰   | امارات متحدهٔ عربی | ۲–۶   |
| ۱۱   | مالزی             | ۳–۵   |
| ۱۲   | ازبکستان          | ۱–۷   |
| ۱۳   | اندونزی           | ۲–۳   |
| ۱۴   | هند               | ۱–۴   |
| ۱۵   | بحرین             | ۱–۴   |
| ۱۶   | قطر               | ۰–۵   |

## جوایز
| قهرمان آسیا ۲۰۱۱        |
| ----------------------- |
| · چین · پانزدهمین عنوان |

- باارزش‌ترین بازیکن (ام‌وی‌پی):
  -  Yi Jianlian
- تیم ستارگان (آل-استار):[۸]
  - PG –  Sam Daghlas
  - SG –  Takuya Kawamura
  - SF –  Samad Nikkhah Bahrami
  - PF –  Yi Jianlian
  - C –  Hamed Haddadi

## صدرنشین‌های آماری
| جایگاه | نام                      | میانگین امتیازات در هر بازی |
| ------ | ------------------------ | --------------------------- |
| ۱      | Marcus Douthit           | ۲۱٫۹                        |
| ۲      | Rasheim Wright           | ۱۹٫۲                        |
| ۳      | Ibrahim Khalfan          | ۱۷٫۰                        |
| ۴      | Yi Jianlian              | ۱۶٫۶                        |
| ۵      | Sam Hoskin               | ۱۶٫۳                        |
| ۶      | Hamed Haddadi            | ۱۵٫۴                        |
| ۷      | Hareesh Koroth           | ۱۵٫۳                        |
| ۸      | Sam Daghlas              | ۱۴٫۸                        |
| ۹      | Bader Malabes            | ۱۴٫۵                        |
| ۱۰     | Christian Ronaldo Sitepu | ۱۳٫۸                        |

| جایگاه | نام                       | میانگین ریباندها در هر بازی |
| ------ | ------------------------- | --------------------------- |
| ۱      | Marcus Douthit            | ۱۲٫۲                        |
| ۲      | Hamed Haddadi             | ۱۱٫۴                        |
| ۲      | Kosuke Takeuchi           | ۱۱٫۴                        |
| ۴      | Yi Jianlian               | ۱۰٫۸                        |
| ۵      | Sam Hoskin                | ۱۰٫۱                        |
| ۶      | Chee Li Wei               | ۹٫۱                         |
| ۷      | Arsalan Kazemi            | ۸٫۹                         |
| ۸      | Eder Araujo               | ۷٫۶                         |
| ۹      | Zaid Abbas                | ۷٫۱                         |
| ۱۰     | Ponsianus Nyoman Indrawan | ۷٫۰                         |

| جایگاه | نام                    | میانگین پاس‌های منجر به گل در هر بازی |
| ------ | ---------------------- | ------------------------------------ |
| ۱      | Mario Wuysang          | ۶٫۴                                  |
| ۲      | Guganeswaran Batumalai | ۴٫۹                                  |
| ۳      | Sam Daghlas            | ۴٫۶                                  |
| ۴      | Mehdi Kamrani          | ۴٫۱                                  |
| ۴      | Kim Joo-sung           | ۴٫۱                                  |
| ۶      | Bader Malabes          | ۴٫۰                                  |
| ۷      | Yang Dong-geun         | ۳٫۹                                  |
| ۸      | Rodrigue Akl           | ۳٫۸                                  |
| ۹      | Lee Hsueh-lin          | ۳٫۷                                  |
| ۱۰     | Takeki Shonaka         | ۳٫۷                                  |

| جایگاه | نام                | میانگین توپ ربایی‌ها در هر بازی |
| ------ | ------------------ | ------------------------------ |
| ۱      | Ibrahim Khalfan    | ۱٫۸                            |
| ۲      | Sun Yue            | ۱٫۸                            |
| ۳      | Sam Daghlas        | ۱٫۸                            |
| ۴      | Talwinderjit Singh | ۱٫۸                            |
| ۵      | Lee Hsueh-lin      | ۱٫۷                            |
| ۶      | Chang Tsung-hsien  | ۱٫۶                            |
| ۶      | Kenta Hirose       | ۱٫۶                            |
| ۶      | Rasheim Wright     | ۱٫۶                            |
| ۹      | Khalifa Khalil     | ۱٫۵                            |
| ۱۰     | Ahmed Malallah     | ۱٫۵                            |

| جایگاه | نام                      | میانگین دفاع‌ها در هر بازی |
| ------ | ------------------------ | ------------------------- |
| ۱      | Hamed Haddadi            | ۲٫۹                       |
| ۲      | Amjyot Singh             | ۱٫۸                       |
| ۳      | Ali Jamal Zaghab         | ۱٫۷                       |
| ۳      | Marcus Douthit           | ۱٫۷                       |
| ۵      | Sun Yue                  | ۱٫۴                       |
| ۵      | Yi Jianlian              | ۱٫۴                       |
| ۷      | Christian Ronaldo Sitepu | ۱٫۲                       |
| ۸      | Abdulwahab Al-Hamwi      | ۱٫۱                       |
| ۹      | Kim Joo-sung             | ۱٫۱                       |
| ۱۰     | Kim Jong-kyu             | ۰٫۹                       |